# 관상감
관상감(觀象監)은 조선시대에 존재하였던 기구로, 천문, 지리, 역수(曆數: 책력), 측후(測候), 각루(刻漏) 등의 업무를 맡아보던 관청이다. 서운관의 후신으로, 천문과 기상을 맡았다는 점에서 오늘날의 한국천문연구원과 기상청에 해당한다.

## 변천
1466년(세조 12년) 서운관(書雲觀)을 관상감(觀象監)으로 이름을 바꾸었다. 연산군 12년(1506) 사력서(司曆署)로 낮추었다가 중종 즉위 후 복구하였다. 1894년(고종 31년) 갑오개혁 때 관상소(觀象所)로 개칭하였다.

## 관원
관직은 《경국대전》에 따른 것으로, 시대에 따라 관직명과 규모에 변동이 있었다.
- 영사(領事) : 정 1품으로 동일 품계자가 겸임하고, 제조(提調) 2인을 두었다.
- 정(正) : 정 3품
- 부정(副正) : 종 3품
- 첨정(僉正) : 종 4품
- 판관(判官) : 종 5품
- 주부(主簿) : 종 6품
- 천문학교수(天文學敎授) : 종 6품
- 지리학교수(地理學敎授) : 종 6품
- 명과학교수(命課學敎授) : 종 6품
- 직장(直長) : 종 7품
- 봉사(奉事) : 종 8품
- 부봉사(副奉事) : 정 9품
- 천문학·지리학 훈도
- 명과학(命課學) 훈도
- 산원(散員)

## 같이 보기
- 관상감 관천대
- 대한민국 기상청
- 일영대(日影臺)